# Ronald Grigor Suny
Ronald Grigor Suny (Filadelfia, 25 de septiembre de 1940) es un profesor e historiador estadounidense, director del Instituto Eisenberg para Estudios Sociales, profesor Charles Tilly de Historia Social y Política en la Universidad de Míchigan, y profesor emérito de Historia y Ciencias políticas de la Universidad de Chicago. Fue el primer titular de la Cátedra Alex Manoogian en Historia Moderna de Armenia, en la Universidad de Míchigan, después de comenzar su carrera como profesor auxiliar en el Oberlin College. Desde 2013, es becario del Premio Berlín en la Academia Americana de Berlín.
Suny nació en Filadelfia, se graduó de la Swarthmore College en 1962, y obtuvo su doctorado en la Universidad de Columbia en 1968. Sus campos de estudio son la Unión Soviética y la Rusia pos-soviética, el nacionalismo, los conflictos étnicos, el rol de las emociones en la política, Transcaucasia; y la historiografía soviética-rusa.
Es nieto del compositor armenio Grikor Mirzaian Suni.

## Publicaciones selectas
- La Comuna de Bakú, 1917-1918: Clase y Nacionalidad en la Revolución Rusa (The Baku Commune, 1917-1918: Class and Nationality in the Russian Revolution) (Princeton University Press, 1972);
- Armenia en el Siglo XX (Armenia in the Twentieth Century) (Scholars Press, 1983);
- La Construcción de la Nación Georgiana (The Making of the Georgian Nation) (Indiana University Press, 1988, 1994);
- Mirando hacia Ararat: Armenia en la Historia Moderna (Looking Toward Ararat: Armenia in Modern History) (Indiana University Press, 1993);
- La Venganza del Pasado: Nacionalismo, Revolución, y el Colapso de la Unión Soviética (The Revenge of the Past: Nationalism, Revolution, and the Collapse of the Soviet Union) (Stanford Press University, 1993);
- El Experimento Soviético: Rusia, la URSS, y los Estados Sucesores (The Soviet Experiment: Russia, the USSR, and the Succesor States) (Oxford University Press, 1998).
- Construyendo el Primordialismo: Antiguas Historias para Nuevas Naciones (Constructing Primordialism: Old Histories for New Nations), The Journal of Modern History Vol. 73, Núm. 4, diciembre de 2001
- "Pueden vivir en el desierto, pero en ninguna otra parte": Una Historia del Genocidio Armenio ("They Can Live in the Desert but Nowhere Else": A History of the Armenian Genocide). Princeton, NJ: Princeton University Press, 2015.
- Bandera roja enarbolada. La historia, los historiadores y la Revolución rusa (Red Flag Unfurled. History, Historians, and the Russian Revolution) (Verso Books, 2017).

### Editor
- Transcaucasia, Nacionalismo y Cambio Social: Ensayos en la Historia de Armenia, Azerbaiyán, y Georgia (Transcaucasia, Nationalism and Social Change: Essays in the History of Armenia, Azerbaijan, and Georgia) (Míchigan Slavic Publications, 1983; University of Michigan Press, 1996)
- La Estructura de la Historia Soviética: Ensayos y Documentos (The Structure of Soviet History: Essays and Documents) (Oxford University Press, 2003)
- La Historia de Cambridge de Rusia (The Cambridge History of Russia), vol. 3: The Twentieth Century (Cambridge University Press, 2006).

### Coeditor
- Partido, Estado, y Sociedad en la Guerra Civil Rusa: Exploraciones en la Historia Social (Party, State, and Society in the Russian Civil War: Explorations in Social History) (Indiana University Press, 1989)
- La Revolución Rusa y la Victoria Bolchevique: Visiones y Revisiones (The Russian Revolution and Bolshevik Victory: Visions and Revisions) (D. C. Heath, 1990)
- Creando Trabajadores Soviéticos: Poder, Cultura, e Identidad (Making Workers Soviet: Power, Culture, and Identity) (Cornell University Press, 1994)
- El Sentimiento Nacional (Oxford University Press, 1996)
- Intelectuales y la Articulación de la Nación (Intellectuals and the Articulation of the Nation) (University of Michigan Press, 1999);
- Un Estado de Naciones: Imperio y la Creación de la Nación en la Época de Lenin y Stalin (A State of Nations: Empire and Nation-making in the Age of Lenin and Stalin) (Oxford University Press, 2001).